# Вальдгамбах (Рейнланд-Пфальц)
Вальдгамбах (нім. Waldhambach) — громада в Німеччині, розташована в землі Рейнланд-Пфальц. Входить до складу району Південний Вайнштрассе. Складова частина об'єднання громад Аннвайлер-ам-Тріфельс.
Площа — 3,92 км2. Населення становить 371 ос. (станом на 31 грудня 2020).